# Clarence Clark
Pour les articles homonymes, voir Clark.
Clarence Monroe Clark, né le 27 août 1859 à Germantown et décédé le 29 juin 1939, est un ancien joueur de tennis américain. Il a notamment remporté les Internationaux des États-Unis en 1881, en double messieurs (avec Frederick Winslow Taylor). Il est le frère du champion Joseph Clark.
Il est membre du International Tennis Hall of Fame depuis 1983.

## Palmarès

### Finale en simple messieurs
| No | Date | Nom et lieu du tournoi                  | Catégorie | Surface      | Vainqueur     | Score         |  |
| -- | ---- | --------------------------------------- | --------- | ------------ | ------------- | ------------- |  |
| 1  | 1882 | US National Championships, Newport (RI) | G. Chelem | Gazon (ext.) | Richard Sears | 6-1, 6-4, 6-0 |  |

### Titre en double messieurs
| No | Date | Nom et lieu du tournoi                 | Catégorie | Surface      | Partenaire        | Finalistes                       | Score         |          |
| -- | ---- | -------------------------------------- | --------- | ------------ | ----------------- | -------------------------------- | ------------- | -------- |
| 1  | 1881 | US National Championships Newport (RI) | G. Chelem | Gazon (ext.) | Frederick Winslow | A. Van Renssalaer Arthur Newbold | 6-5, 6-4, 6-5 | Parcours |